# Raffaele Garzia (1807)
Raffaele Garzia (Sassari, 26 agosto 1807 – 27 aprile 1896) è stato un politico italiano.